# Charles Narrey
Charles Narrey est un écrivain et dramaturge français né à Bergues (Nord) le 10 août 1818 d'une famille irlandaise venue en France à la suite de Jacques II d'Angleterre, et mort à Paris 9e le 26 novembre 1892.
Il voua sa carrière aux lettres et au théâtre. Il débuta en 1847, à la fois, par un roman, Deux Heures de mystères, et par deux comédies jouées au Théâtre de l'Odéon, Les Notables de l'endroit (en 3 actes) et En bonne fortune (en 1 acte). Il fut, de 1853 à 1856, un des administrateurs de ce théâtre.
Narrey a écrit pour diverses scènes un certain nombre de pièces, entre autres avec M. Michel : Le Passé et l'Avenir (Odéon, 1847), Van Dyck à Londres (Odéon, 1848), Les Tribulations d'une actrice (Variétés, 1857), La Dame de trèfle, Les Fantaisies de Milord, Georges Brummel, La Femme à la broche, La Bohême d'argent,  Le Moulin ténébreux, La Cigarette,  Les Marionnettes de Justin, etc.
Il a publié, entre autres, Le Quatrième Larron en 1861, Ce que l'on dit pendant une contredanse en 1863, Les Amours faciles en 1866, Les Derniers Jeunes Gens,  Le Bal du diable, etc.
Son dernier ouvrage est une fantaisie plus humoristique que philologique intitulée Voyage autour du dictionnaire paru en 1892.